# ال قیه‌سی
ال قیه سی مربوط به عصر مس - دوره ساسانیان است و در شهرستان هشترود، بخش مرکزی، روستای عمو دیزج واقع شده و این اثر در تاریخ ۱۱ مرداد ۱۳۸۴ با شمارهٔ ثبت ۱۲۴۴۳ به‌عنوان یکی از آثار ملی ایران به ثبت رسیده است.